# Manto fille de Tirésias
Pour les articles homonymes, voir Manto.

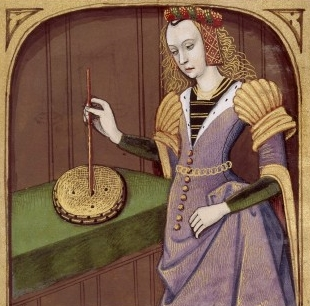
Manto pratiquant la magie, miniature de Robinet Testard tirée d'un manuscrit du De mulieribus claris de Boccace, vers 1488-1496, BNF, Fr.599, f.25v.

Dans la mythologie grecque et romaine, Manto est la fille du célèbre devin de Thèbes Tirésias qu'Ulysse alla consulter dans l'au-delà de la vie et une importante oracle elle-même.

## Mythologie

### Mythologie grecque
Dans la mythologie grecque, lorsque Thèbes capitula devant les Épigones, Manto fut emmenée à Delphes comme trophée de guerre auprès d'Apollon. Certain qu'elle avait hérité des dons exceptionnels de son père, le dieu lui confia un de ses propres oracles, à Claros, en Asie Mineure. Elle conçut Mopsos de sa liaison avec le dieu bien que, selon certains récits, le père de Mopsos soit Rhacius (en), que Manto épousa plus tard. En effet, dans une première version, Apollon lui a demandé d'épouser le premier homme qu'elle verrait en dehors de Delphes (qui s'est avéré être Rhacius). Rhacius l'emmena ensuite à Claros (qui, comme Colophon, se trouve en Asie Mineure occidentale) et y fonda l'oracle d'Apollon Clarios. À son arrivée, Manto pleura des larmes amères pour sa ville ravagée. En tombant dans le sol, les larmes se transformèrent en source.
Selon la Bibliothèque d'Apollodore, elle a aussi eu deux enfants d'Alcméon : Amphiloque (en) et Tisiphone.

### Mythologie romaine
Dans la mythologie romaine, Manto se rendit aussi en Italie. D'une liaison avec Tibérinus, le dieu fleuve du Tibre, elle donna naissance à Ocnus (en). Devenu adulte, Ocnus fonda la ville de Mantoue qu'il nomma ainsi en l'honneur de sa mère. On a dit que les capacités de Manto en matière de prophétie étaient bien supérieures à celles de son père.
Selon Virgile, elle aurait donné son nom à la ville italienne de Mantoue (en italien Mantova).
Un homme nommé Lampus tenta un jour de violer Manto alors qu'elle était allongée sur son sofa. Il fut tué par Apollo pour cet acte.

## Postérité

### Littérature
- Boccace consacre un chapitre à Manto dans son ouvrage Sur les femmes célèbres publié en 1374[5].
- Dante Alighieri lui offre une place dans son Enfer (chant XX). Elle y est décrite nue, ses longs cheveux épars cachant son sein, et le dos couvert de poils[6].

### Art contemporain
- Manto  figure parmi les 1 038 femmes référencées dans l'œuvre d’art contemporain The Dinner Party (1979) de Judy Chicago. Son nom y est associé à Sappho[7],[8].